# Honda de México
Die Honda de México S.A de C.V. ist eine im September 1985 gegründete Tochtergesellschaft des japanischen Honda-Konzerns mit Unternehmenssitz in El Salto, Jalisco, Mexiko. Neben dem Vertrieb der Honda-Produkte wird eine eigenständige Produktion betrieben.

## Unternehmensgeschichte

### Das Hauptwerk in El Salto
Das Hauptwerk in El Salto umfasst eine Fläche von 2,7 Millionen Quadratmeter. Rund 260 Millionen US-Dollar wurden ab 1986 für die Errichtung des Werkes aufgebracht. Die Produktion lief 1988 an. Als erste Produkte des Unternehmens rollten der CBR100 vom Band. In etwa 1.000 Arbeitnehmer wurden zu jener Zeit beschäftigt. Die maximale Produktionskapazität lag bei 50.000 Einheiten pro Jahr. Parallel dazu wurden Metallteile des Civic für die Automobilproduktion der Honda of America Mfg. und der Honda of Canada Manufacturing hergestellt.
1984 begannen die Bauarbeiten für eine Werkserweiterung. In der neuen Abteilung wurde ab 1995 der Accord 5. Generation gebaut. Die Jahreskapazität erhöhte sich dadurch auf 200.000 Einheiten. Die Anzahl der Beschäftigten erhöhte sich überdies auf rund 2.800 Arbeitnehmer. Die Produktion des 6. Generation lief bereits zwei Jahre später im Jahre 1997 an. Im Sommer 1999 nahm das Unternehmen den Export seiner Produkte auf. Im Juni 2002 nahm das Werk die Produktion des C 100 Biz auf. Im selben Jahr kam die siebte Generation des Accords auf den Markt, dessen Montage in Mexiko jedoch erst 2004 anlief.
Anlässlich der im Februar 2004 aufgenommenen Produktion des neuen BEAT100, wurde der Export des Accord nach Argentinien aufgenommen. Seit dem Dezember werden darüber hinaus noch Fahrzeugkomponenten und Ersatzteile für den Acura RL hergestellt.
Als die Produktion des Accord im Jahre 2007 endete, löste ihn schließlich der CR-V 3. Generation ab. Die 4. Generation des CR-V wird seit Januar 2012 in El Salto hergestellt.

### Das Motorradwerk in Guadalajara
In Guadalajara eröffnete das Unternehmen parallel zum Hauptwerk ein zweites Werk. Auch hier begann die Produktion im Laufe des Jahres 1988. Im Zweitwerk wurde der CH80 gebaut, welcher im April 2004 durch den ACTIVA ersetzt worden ist. Ab Juli 2005 wurde auch der C90 hergestellt. Wegen zu geringer Nachfrage entschloss sich Honda das Werk 2009 zu schließen.

### Das Autowerk in Celaya
Ein weiteres Werk des Herstellers befindet sich seit dem Herbst 2011 in der Bauphase. Am Standort Celaya im Bundesstaat Guanajuato, soll nach bisherigen Angaben die Produktion des Fit anlaufen. Für die Errichtung des Werkes ist eine Investition in der Höhe von 800 Millionen US-Dollar vorgesehen. Auf dem 5,66 Millionen Quadratmeter umfassenden Gelände sollen bis zu 3.200 Arbeitnehmer beschäftigt werden. Die maximale Jahreskapazität des Werkes wird sich auf 200.000 Einheiten belaufen.

## Modellübersicht
In der Fahrzeug-Identifikationsnummer nutzt das Unternehmen die Welt-Herstellercodes 3CZ für Motorräder und Sport Utility Vehicles, 3H1 für Motorroller und 3HG für Personenkraftwagen. Als Werkscode wird der Buchstabe G für El Salto verwendet. Für Guadalajara ist der Buchstabe D in Verwendung.